# デジタルバック

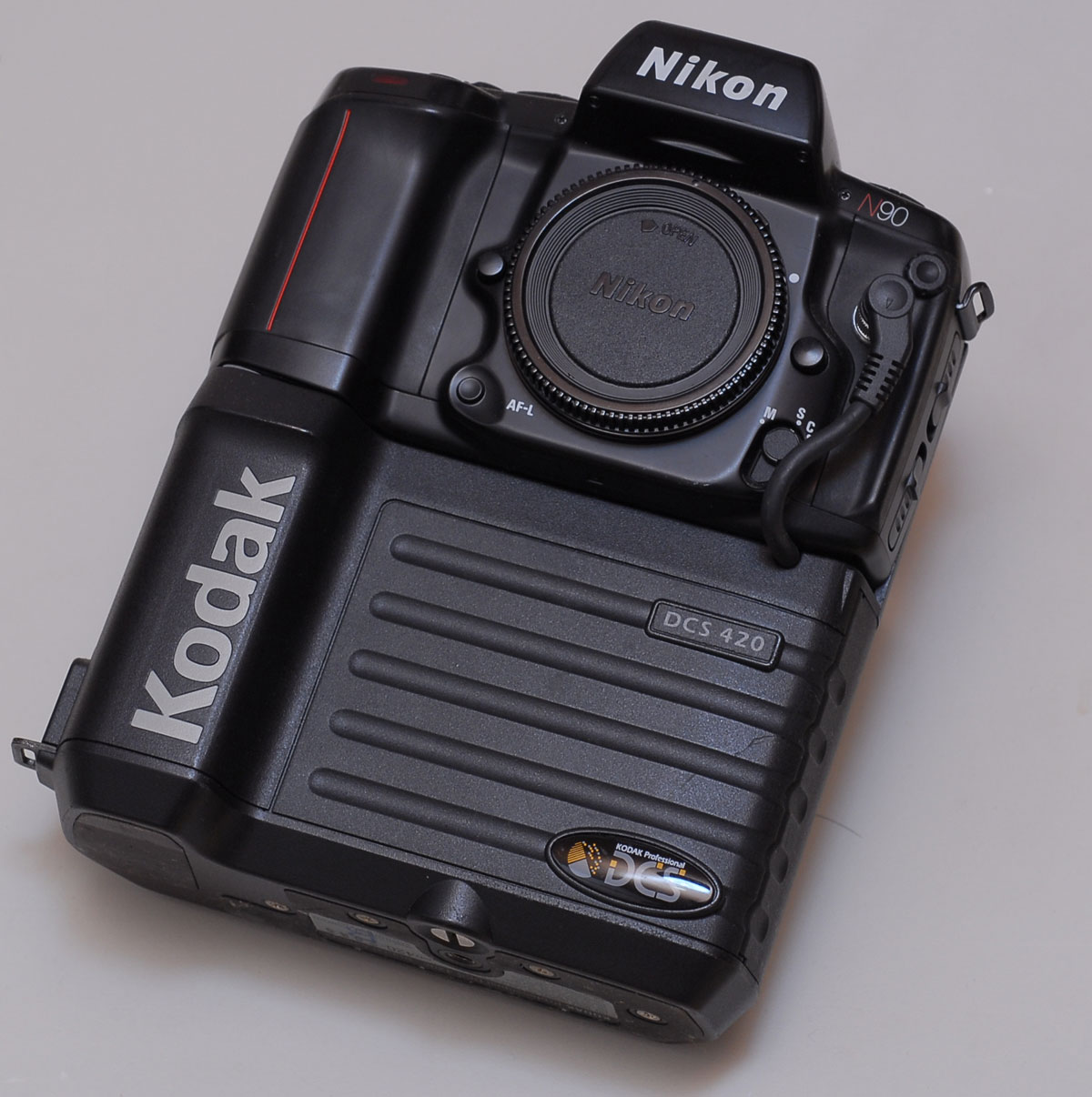
コダックDCS420（ニコンF90にデジタルバックを装着したもの）

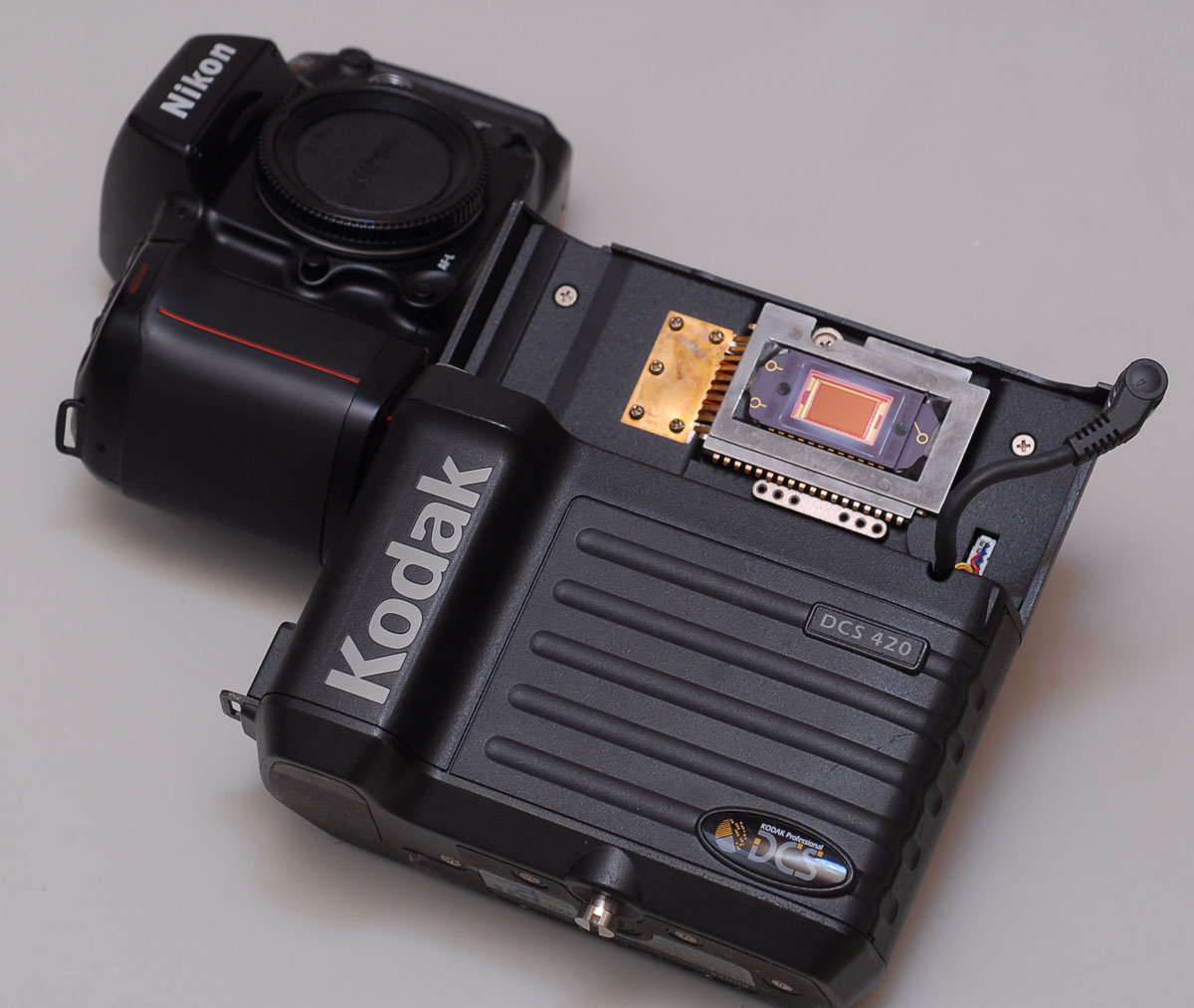
コダックDCS420（デジタルバックユニットを外した状態）

デジタルバック（Digitalback ）は、各種フィルムカメラおよびデジタルバック専用カメラに装着してデジタルカメラ化するためのオプションユニットである。
中判カメラや大判カメラなどにおいては多数の機種がフィルム装填部（フィルムバック）を取り外すことが可能であり、この点を活かす形でフィルムバックの代わりにこのデジタルバックを装着することによってデジタルカメラにすることが可能である。
デジタルバックにはイメージセンサー、画像処理プロセッサ、機種によっては液晶モニター、メモリカードスロットなど、デジタルカメラで必要な要素が組み込まれており、カメラ本体を準備すれば良いだけである。また任意に取り外しが可能なことから、センサーのみの更新ができることやフィルムバックが用意されている機種ではすぐにフィルムカメラに戻して使用できるというメリットを持つ。
イメージセンサーは33×44から36×48mm、大きいものではフィルムの645フォーマットに匹敵するサイズなど多岐にわたり、従来の中判カメラで使われていたフォーマットと比べると小さいものが大半を占めるものの、通常よりも遥かに大きいサイズのものを搭載しており、2000万画素を超える超高画素(一億画素のPhaseOne製IQ100など)のものを搭載している機種もある。高画質を得られるが、イメージセンサーのその大きさゆえに価格も高額となっている。このため135フィルム使用カメラベースのデジタルカメラでは満足できないプロユーザーが使うことがほとんどである。
2005年にはライカが一眼レフカメラ「ライカR8/R9」用デジタルモジュールR（DMR）というデジタルバックを開発、発売した。コダック製イメージセンサーは135フィルム版に比べて面積が約半分しかない、いわゆるAPS-Cサイズの17.6×26.4mmで、このため専用のフォーカシングスクリーンが用意される。SDメモリーカードにRAW、TIFF、JPEGの画像を記録、約1000万画素。135フィルムカメラがベースのため、中判カメラに比べて可搬性に優れている。

## 主なメーカーと製品
中判カメラ用デジタルバックのメーカー。
- 富士フイルム-2017年に中判ミラーレス一眼カメラ「GFX 50S」の発売に移行。このカメラボディそのものをデジタルバックとして使用するためのオプションも発売されている。
- PHASE ONE-2015年にマミヤ・デジタル・イメージングを買収、新規に日本法人「Phase One Japan株式会社」を設立した。国内発売元はDNPフォトイメージングジャパン。
  - Leaf-イスラエルに拠点を持つメーカー。2009年にフェーズワンによって買収され子会社化。Aptus や Credo シリーズ等。
- コダック
- Imacon-2002年にシュリロ社に買収され以降Hasselbladブランドでデジタルバックを製造。ixpress シリーズ等。
- Dalsa
- eyeLike